# Čestmír Gregor
Čestmír Gregor (født 14. maj 1926 i Brno, død 2. marts 2011 i Prag, Tjekkiet) var en tjekkisk komponist og musikkritiker.
Gregor studerede komposition på Musikkonservatoriet i Brno hos bl.a. Jaroslav Kvapil og senere hos Jan Kapr.
Han har skrevet syv symfonier, orkesterværker, kammermusik, opera, balletmusik, vokalmusik, instrumentalværker etc. Han var i en periode musikkritiker og anmelder på Tjekkisk Radio, og arbejdede også for den Tjekkiske Komponistforening.
Gregor var i sine værker inspireret af den klassiske musik fra det 20. århundrede bl.a. Igor Stravinskij, men også jazz og socialrealisme.

## Udvalgte værker
- "Jazz Symfoni" (1949) - for orkester
- Symfoni nr. 1 "Æren af vores liv" (1950) - for orkester
- Symfoni nr. 2 "Lande og mænd" (1953) -for orkester
- Symfoni nr. 3 "Koreografisk" (1963) - for orkester
- Symfoni nr. 4 "Symfoni fra min by" (1971) - for orkester
- Symfoni nr. 5 "Prags natlige symfoni" (1976) - for orkester
- Symfoni nr. 6 "Europa, årtusindets grænser" (1998) - for orkester
- Sinfonietta nr. 1 (1942) - for orkester
- Sinfonietta nr. 2 (1973) - for orkester
- "Venter" (1942) - Symfonisk digtning - for orkester